# نويل كونفرز وايث
نويل كونفرز وايث (بالإنجليزية: N. C. Wyeth)‏ (22 أكتوبر، 1882 - 19 أكتوبر، 1945) ويعرف بإن سي وايث، فنان أمريكي ورسام توضيحي. كان التلميذ النجم للفنان هوارد بايل وأصبح واحدا من أعظم الرسامين التوضيحيين الأمريكيين.
صنع وايث خلال حياته حوالي 3,000 لوحة ورسوما توضيحية ل112 كتابا، 25 منهم لدار النشر سكريبنرز وهي الأعمال التي يعرف كثيرا بها.
كان وايث رساما واقعيا. يُنظر إليه أحيانا أنه ميلودرامي، صُممت لوحاته التوضيحية لتُستوعب بسرعة. وايث الذي كان رساما ورساما توضيحيا في نفس الوقت، فهم الفرق بينهما وقال في 1908: «لا يمكن للرسم والرسم التوضيحي أن يختلطا أو يندمجا معا-لا يمكن لواحد أن يكون جزءا من الآخر».

## وصلات خارجية
- نويل كونفرز وايث على موقع الموسوعة البريطانية (الإنجليزية)
- نويل كونفرز وايث على موقع ديسكوغز (الإنجليزية)

1. ↑  ARTSEDGE، مركز جون إف كنيدي للفنون التعبيرية. "إن سي وايث: سيرة ذاتية قصيرة" (PDF). مؤرشف من الأصل (PDF) في 2009-09-12. اطلع عليه بتاريخ 2007-02-21.
2. ↑  هنري أدامز (2006). "عالم وايث". سميثسونيان. مؤرشف من الأصل في 2007-09-27. اطلع عليه بتاريخ 2007-02-21. {{استشهاد ويب}}: استعمال الخط المائل أو الغليظ غير مسموح: |ناشر= (مساعدة) والوسيط غير المعروف |شهر= تم تجاهله يقترح استخدام |تاريخ= (مساعدة)
3. 1 2  آدم غوبنيك (15 نوفمبر، 1998). ""صور عظيمة"، قال له ناشره، نقد ديفيد ماكليس ل"إن سي وايث"". نيو يورك تايمز. مؤرشف من الأصل في 14 يونيو 2008. اطلع عليه بتاريخ 2007-02-18. {{استشهاد ويب}}: تحقق من التاريخ في: |تاريخ= (مساعدة)
4. ↑  barewalls.com (2005-1996). "نويل كونفرز وايث". مؤرشف من الأصل في 26 سبتمبر 2008. اطلع عليه بتاريخ 2007-02-21. {{استشهاد ويب}}: تحقق من التاريخ في: |تاريخ= (مساعدة)